# Farakhpur
Farakhpur è una suddivisione dell'India, classificata come census town, di 8.738 abitanti, situata nel distretto di Yamuna Nagar, nello stato federato dell'Haryana. In base al numero di abitanti la città rientra nella classe V (da 5.000 a 9.999 persone).

## Geografia fisica
La città è situata a 30° 08' 13 N e 77° 12' 23 E.

## Società

### Evoluzione demografica
Al censimento del 2001 la popolazione di Farakhpur assommava a 8.738 persone, delle quali 4.704 maschi e 4.034 femmine. I bambini di età inferiore o uguale ai sei anni assommavano a 1.128, dei quali 644 maschi e 484 femmine. Infine, coloro che erano in grado di saper almeno leggere e scrivere erano 6.436, dei quali 3.739 maschi e 2.697 femmine.